# Francisite
La francisite è un minerale.